# Typhula subulata
Typhula subulata är en svampart som beskrevs av Remsberg 1940. Typhula subulata ingår i släktet Typhula och familjen trådklubbor.   Inga underarter finns listade i Catalogue of Life.